# Kim Malthe-Bruun
Kim Malthe-Bruun (født 8. juli 1923 i Edmonton, Canada, død 6. april 1945 i Ryvangen) var en dansk sømand og medlem af Konservativ Ungdom, der som modstandsmand blev henrettet af Gestapo.

## Biografi
Malthe-Bruun blev født i Canada som søn af Erik Friis-Hansen og Vibeke, der var dansk. Han blev døbt i Sct. George's Kirke.
Han kom til Danmark i 1932, blev student, gik på Kogtved Søfartsskole og gik ind i modstandskampen i 1944. Inden da havde han som jungmand været i Finland i syv måneder under Vinterkrigen. Familien Malthe-Bruun bestod af flere søofficerer og diplomater.[kilde mangler]

### Modstandsbevægelsen
Malthe-Bruun deltog fra september 1944 i illegale våbentransporter over Øresund, iværksat af Studenternes Efterretningstjeneste. Han blev arresteret af Gestapo den 19. december 1944 i Classensgade under modtagelsen af en våbentransport fra Sverige.[kilde mangler]
Den 21. februar 1945 blev han sat i Vestre Fængsel og blev tortureret.

### Sidste dage
I den tid, han sad i fængslet, skrev han breve til sin familie og til sin forlovede, Hanne.
Malthe-Bruun blev dømt "for at have hjulpet flygtninge til Sverige" og blev henrettet ved skydning den 6. april 1945 i Ryvangen sammen med tre andre kammerater.

## Efter hans død
Den 13. maj 1945 blev 4 af hans breve bragt af Berlingske Tidende. Næsten en måned efter – den 11. juni 1945 – blev hans jordiske rester fundet i Ryvangen og ført til Retsmedicinsk Institut, og han blev 29. august 1945 begravet i Mindelunden i Ryvangen.
I Silkeborg står en mindesten for ham.

## I populær kultur
Den danske dokumentarfilm fra 2009 Kim (1:29) beskriver hans liv med gamle billeder og nulevende personer, der husker tilbage, bl.a. lillesøsteren og kæresten.